# Tausch- und Epurationsvertrag
Der Tausch- und Epurationsvertrag war ein Staatsvertrag zwischen dem Königreich Württemberg und dem Großherzogtum Baden, der am 17. Oktober 1806 von beiden Parteien in Karlsruhe unterzeichnet wurde. König Friedrich I. wurde hierbei durch Ludwig von Taube vertreten, Großherzog Karl Friedrich durch Georg Ludwig von Edelsheim.
Baden hatte mit Artikel 14 der Rheinbundakte vom 12. Juli 1806 u. a. die Stadt Tuttlingen und den Teil des Oberamtes Tuttlingen erhalten, der sich rechts der Donau befand. Der Tausch- und Epurationsvertrag regelte die Rückgabe Tuttlingens gegen ein angemessenes Äquivalent. Zudem sollte das Tausch- und Epurationsgeschäft vollendet werden, dessen Vorvertrag am 10. Dezember 1802 in Regensburg von denselben Vertretern der beiden Herrscher unterzeichnet worden war.

## Inhalt

### Artikel 1
Neben Tuttlingen und einem Teil des gleichnamigen Oberamtes trat Baden auch die Herrschaft Mühlheim an der Donau an Württemberg ab. Hinzu kamen die Schaffnereien von Mengen (ehemals Kloster St. Blasien) und Bissingen an der Teck (ehemals Kloster St. Peter auf dem Schwarzwald) sowie deren Rechte und Besitz auf württembergischem Gebiet.

### Artikel 2
Württemberg trat im Gegenzug den Anteil am Breisgau ab, den es durch den Pressburger Frieden von 1805 erhalten hatte. Baden erhielt zudem jenen Anteil am Stadtwald und -gebiet Villingens, der sich auf der linken Seite der Brigach befand, sowie drei Dörfer aus dem Besitz der Villinger Johanniter: Neuhausen, Obereschach und Thierheim (Bad Dürrheim). Weigheim, das vierte Dorf des Ordens, behielt Württemberg im Tausch gegen Oberacker im heutigen Landkreis Karlsruhe. Hiervon explizit ausgeschlossen waren die Villinger Besitztümer des Klosters Sankt Georgen, die sich auf württembergischem Gebiet befanden. Hierzu kamen das Schloss Sponeck sowie die württembergischen Güter in der Ortenau.

### Artikel 3
Beide Parteien behielten sich keine Rechte an den abgetretenen Orten vor. Sie versprachen deren Übergabe inklusive Ausständen etc. ohne sie nochmals detailliert zu untersuchen bzw. zu vergleichen. Zudem versprach Württemberg, sich an der Pension der Geistlichen aus Breisgauer Klöstern zu beteiligen, an denen das Königreich Rechte an sich gezogen bzw. zurückbehalten hatte.

### Artikel 4
Mit Bezug auf „die alten Tauschhandlungen“ wurden die Ortschaften aufgelistet, die Württemberg am Baden abtrat: Altlußheim, Neulußheim, Waldangelloch (die württembergische Hälfte), Unteröwisheim, Gochsheim, Bahnbrücken, Grünwettersbach, Palmbach, Mutschelbach, Nußbaum und Nordweil im Breisgau. Neben vielen Gefällen erhielt Baden zudem die königlich-württembergische Pflege zu Pfullendorf sowie die Weingüter in Markdorf am Bodensee und Hedingen in der Schweiz. Der 1/6-Zehnt von Östringen ging ebenso an das Großherzogtum, wie der Zehnt der dortigen geistlichen Verwaltung und der Pfarrsatz. Auch der Pfarrsatz von Bleichheim wechselte den Besitzer sowie das von Gemmingsche Jagen im Waldgebiet Hagenschieß, welches heute zu Pforzheim gehört.
Württemberg verzichtete zudem auf einzelne Rechte, wie auf jenes, dass nur württembergische Pfarrer für Zaisenhausen und Gelshausen nominiert werden konnten.
Daneben erhielt Baden die Lehensherrlichkeit über die Burg Strahlenberg und die Stadt Schriesheim sowie über Epfenbach und Spechbach, nachdem es den Besitz bereits 1803 als Folge des Reichsdeputationshauptschlusses als Teil der Kurpfalz erhalten hatte. Die Lehensherrschaft über Stahlenburg und Schriesheim gehörte zuvor zur Fürstpropstei Ellwangen, die sich Württemberg von Frankreich im Pariser Separatfrieden von 1796 als Ersatz für das Fürstentum Mömpelgard hatte zusagen lassen. Von zwei Dritteln der Lehensherrlichkeit von Epfenbach hatte Württemberg 1770 als heimgefallenes Mannlehen Besitz ergriffen, während das letzte Drittel beim Adelsgeschlecht Wambolt von Umstadt verblieben war. Daher erwarb Baden nur zwei Drittel der Lehensherrlichkeit an Epfenbach.

### Artikel 5
Baden seinerseits trat an Württemberg folgende Ortschaften ab: Weilheim, Wurmlingen, Seitingen, Oberflacht und Durchhausen (alle ehemals Herrschaft Konzenberg), den badischen Teil von Großgartach und die Orte Unterniebelsbach, Pfauhausen und Neuhausen auf den Fildern (ohne Schatzung/Rittersteuer und Vermögen des Franziskanerinnenklosters).
Hinzu kamen die badischen Pflegen in Eßlingen, Schorndorf, Bietigheim, Mönsheim und Gechingen, Gült- und Zehntgefälle in Trossingen und Schura, Gefälle der Münsterfabrik und der dompröpstlichen Lehen in Aldingen, die Schuppesgefälle von Seitingen sowie sämtliche Gefälle von Tuttlingen.
Zusätzlich wurden Lehensherrlichkeiten übertragen über das halbe Dorf Kaltenwestheim, über das Schloss Obermönsheim sowie über die Reichenauischen Lehen in Trossingen, Deißlingen und Tuttlingen.
An einzelnen Rechten wurden Pfarrsätze und Lehnschaften des Fürstentums Konstanz und des Stift Baden abgegeben sowie Ansprüche auf Herrenalb und Reichenbach. Ferner wurden sämtliche Jagden auf ehemaligem Gebiet des Oberforstamtes Pforzheim zurückgegeben, mit Ausnahme derer im und um den Dobel.

### Artikel 6
Nach der Bilanzierung sämtlicher Tauschgegenstände sowie der württembergischen Verbindlichkeiten von 40.000 Gulden sollte ein eventueller Ausgleich stattfinden. Zudem sollte in der Folge des Vertrags das Ziehen der neuen Grenzen bei Dobel und Eberstein eingeleitet werden. Ein entsprechender Vertrag wurde am 16. April 1807 mit Württemberg abgeschlossen.

### Artikel 7
Die Übergabe sollte wechselseitig Zug um Zug geschehen.

### Artikel 8
Innerhalb eines halben Jahres sollten zudem jeweils sämtliche relevanten Akten zu den Tauschgegenständen aus Archiven und Registraturen übergeben werden.

### Artikel 9
Militärangehörige, die aus abgetretenen Orten stammten, wurden zu Untertanen des jeweils neuen Besitzers.

### Artikel 10
In maximal acht Tagen nach der gemeinsamen Unterzeichnung sollten der Vertrag ratifiziert und die entsprechenden Urkunden mitsamt den Übergabebefehlen in Karlsruhe ausgetauscht werden. Am 19. Oktober 1806 wurden in Karlsruhe die Ratifizierungsurkunden ausgetauscht.

## Umsetzung
Das Großherzogtum Baden beschloss im Geheimen Rat am 20. Oktober 1806 administratorische Details: Die Orte Gochsheim, Bahnbrücken, Oberacker und Unteröwisheim wurden im Amt Gochsheim zusammengefasst. Alt- und Neulußheim wurden dem Amt Schwetzingen zugeschlagen, der württembergische Teil ging an das Amt Odenheim, zu dem auch der schon zuvor badische Teil des Ortes gehörte. Nußbaum kam zum Amt Bretten, Mutschelbach zum Oberamt Pforzheim, Grünwettersbach und Palmbach zum Oberamt Durlach und Nordweil zum Amt Kenzingen. Wegen der Orte Neuhausen, Dürrheim und Obereschach, sowie wegen Sponeck am Kaiserstuhl sollte später noch eine besondere Resolution eröffnet werden. Die Orte Marbach und Klengen fielen einstweilen unter die Herrschaft der Stadt Villingen.
Mit der Veröffentlichung am folgenden 21. Oktober 1806 forderte das Großherzogtum seine Beamten und Untertanen auf, dem Vertrag Folge zu leisten. Am 22. Oktober wurde der Vertrag auch in der württembergischen Stuttgarter Zeitung abgedruckt.
Es folgten Verträge zwischen Württemberg und Baden, die weitere Abtretungen von Gebieten und Rechten behandelten, so am 17. und 27. Juli 1807, am 23. April 1808 und am 31. Dezember 1808.